# Стиг Ларшон
Карл Стиг-Ерланд (Стиг) Ларшон (на шведски: Stieg Larsson) е шведски писател и журналист.
Автор е на романите от криминалната трилогия „Милениум“, които са публикувани след неговата смърт. Ларшон живее и работи през по-голямата част от живота си в Стокхолм като журналист и независим разследващ върху крайно-десния екстремизъм.
Той е вторият най-добре продаван автор в света за 2008 г. след Халед Хосейни. Към декември 2011 неговите „серии Милениум“ продават 65 милиона екземпляра; и последната част от серията, Момичето, което разтури стършеловото гнездо, става най-продаваната книга в САЩ за 2010 според Пъблишърс Уийкли.
Ларшон и неговите романи от серията „Милениум“ стават още по-популярни по света и особено в България с екранизациите, направени по тях - шведската трилогия Момичето с драконовата татуировка (англоезично заглавие), Мъже, които мразеха жените (шведско заглавие) (2009), Момичето, което си играеше с огъня (2009) и Момичето, което разтури стършеловото гнездо (2009), както и американската екранизация Момичето с драконовата татуировка (на български като Мъжете, които мразеха жените) (2011).